# Arcadio Julio López
Arcadio Julio López (15 de setembre de 1910 - ?) fou un futbolista argentí.

## Selecció de l'Argentina
Va formar part de l'equip argentí a la Copa del Món de 1934.